# Cercles
Cercles (okzitanisch: Cercle) ist eine Ortschaft und eine Commune déléguée in der südwestfranzösischen Gemeinde La Tour-Blanche-Cercles mit 169 Einwohnern (Stand: 1. Januar 2022) im  Département Dordogne in der Region Nouvelle-Aquitaine (vor 2016: Aquitanien). Die Commune déléguée besteht aus dem Hauptort sowie mehreren Weilern (hameaux) und Einzelgehöften (fermes).

## Lage und Klima
Der Ort Cercles liegt knapp 35 Kilometer (Fahrtstrecke) nordwestlich von Périgueux in der Kulturlandschaft des Périgord in einer Höhe von ca. 150 m. Das Klima ist gemäßigt bis warm; Regen (ca. 900 mm/Jahr) fällt übers Jahr verteilt.

## Bevölkerungsentwicklung
| Jahr      | 1800 | 1851 | 1901 | 1954 | 1999 | 2015 |
| Einwohner | 584  | 830  | 365  | 229  | 173  | 199  |

Bei der Volkszählung des Jahres 1851 wurden die Einwohner der Gemeinde La Chapelle-Montabourlet (ca. 230) mitgezählt. Der kontinuierliche Bevölkerungsrückgang seit dem ausgehenden 19. Jahrhundert ist im Wesentlichen auf die Reblauskrise im Weinbau, die Mechanisierung der Landwirtschaft und die Aufgabe von bäuerlichen Kleinbetrieben zurückzuführen.

## Wirtschaft
Die Gemeinde ist immer noch in hohem Maße landwirtschaftlich geprägt, wobei der in früheren Zeiten bedeutsame Weinbau nur noch eine untergeordnete Rolle spielt. Im Ort selber haben sich Kleinhändler, Handwerker und Dienstleister niedergelassen.

## Geschichte
Die älteste Erwähnung des Ortsnamens Circulum stammt aus dem Jahr 1169; die Kirche entstand etwa zur gleichen Zeit. In den Jahren 1825 bis 1877 bildete der Ort zusammen mit der Gemeinde La Chapelle-Montabourlet eine Verwaltungseinheit. Ab dem 1. Januar 2017 fusionierte die Gemeinde Cercles mit der Nachbargemeinde La Tour-Blanche zur Commune nouvelle La Tour-Blanche-Cercles. Die Gemeinde gehörte zum Arrondissement Périgueux und zum Kanton Ribérac.

## Sehenswürdigkeiten
- Kirche Saint-Cybard, frühere Prioratskirche, seit 1840 Monument historique
- Kapelle Notre-Dame-de-Pitié aus dem 19. Jahrhundert
- Windmühle
- Schloss Fongrenon aus dem 17. Jahrhundert
- Herrenhaus La Bernerie aus dem 17. Jahrhundert
- Herrenhaus La Calonie aus dem 13. Jahrhundert mit spätere Umbauten

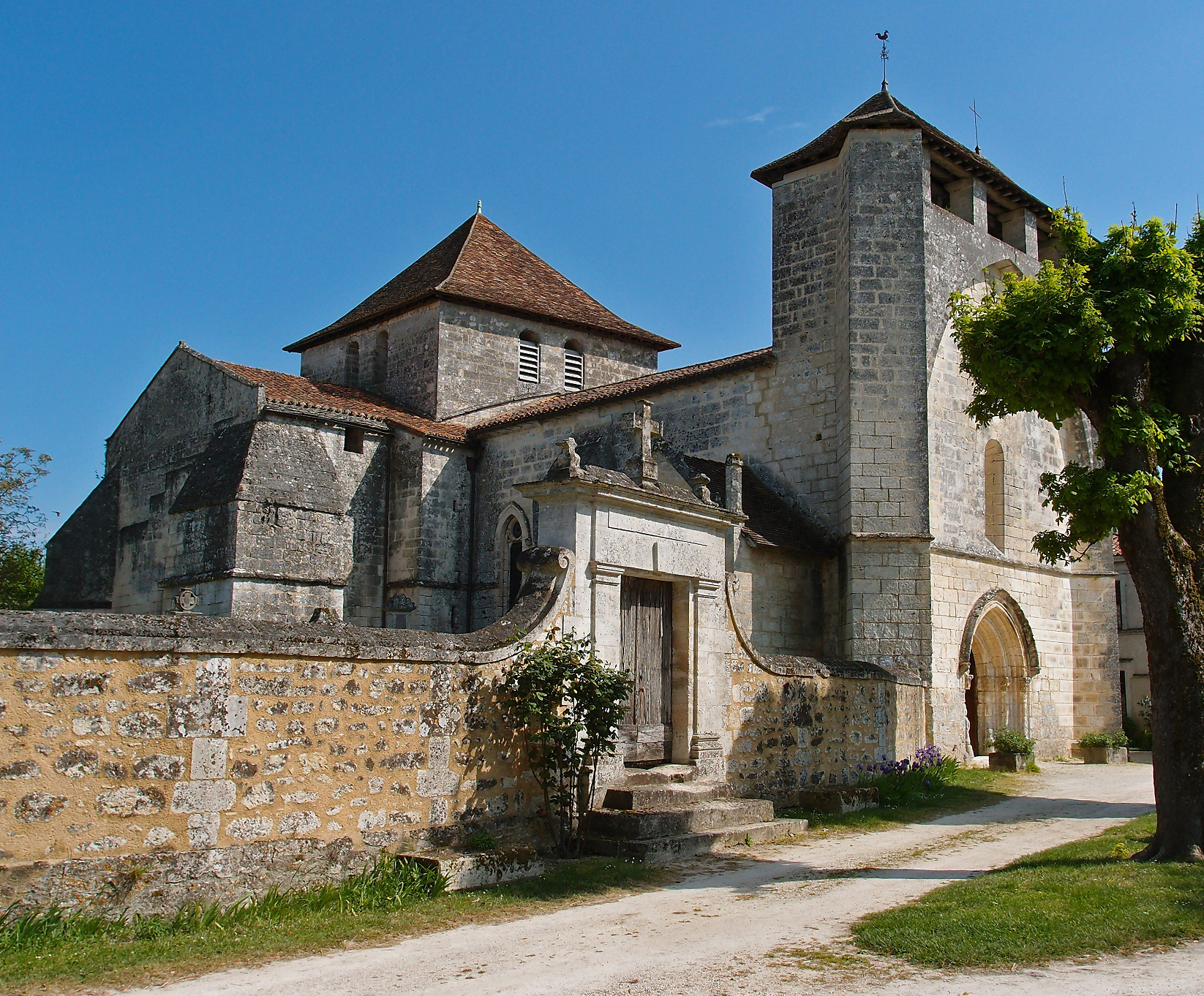
Kirche Saint-Cybard
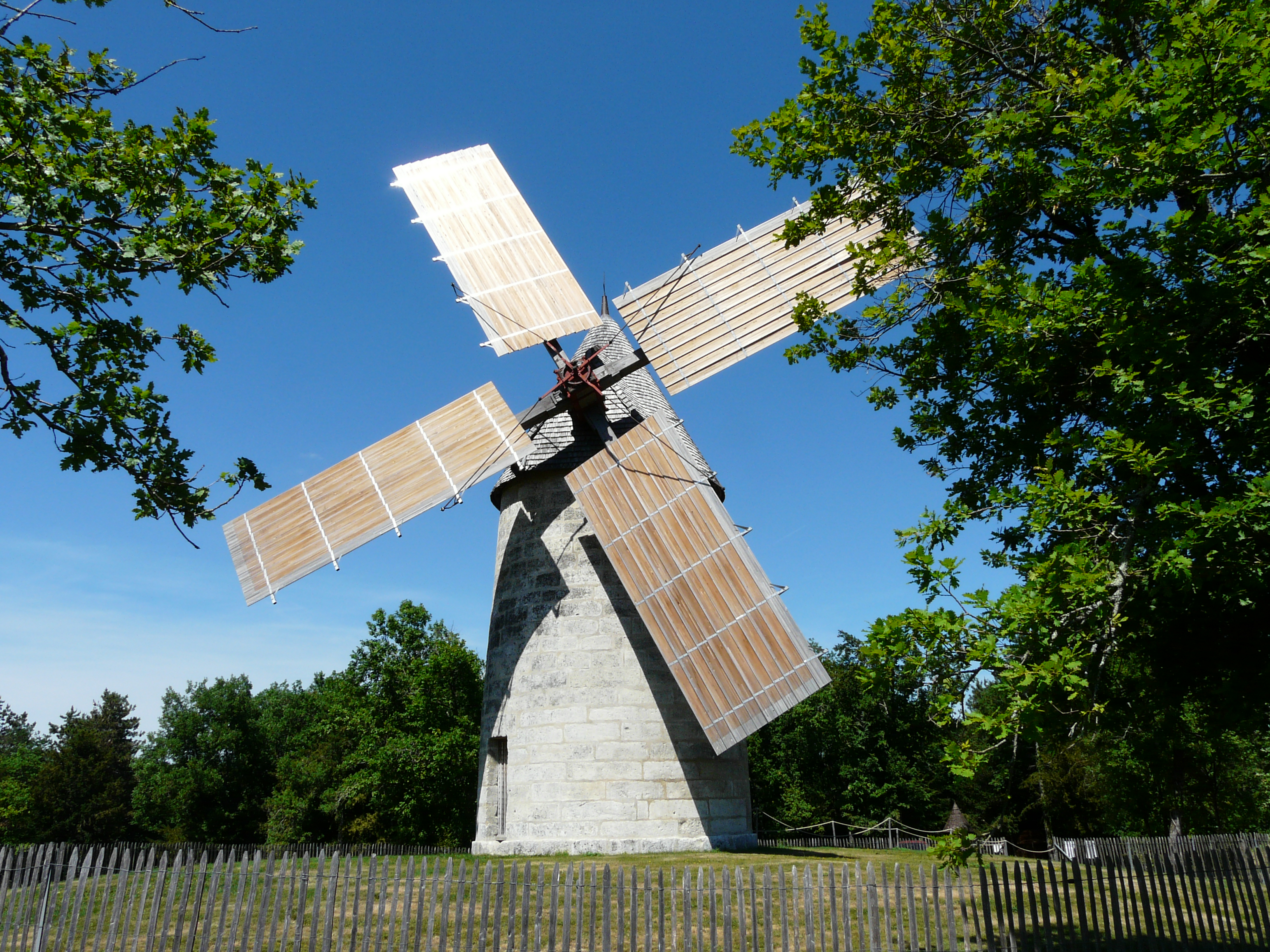
Windmühle
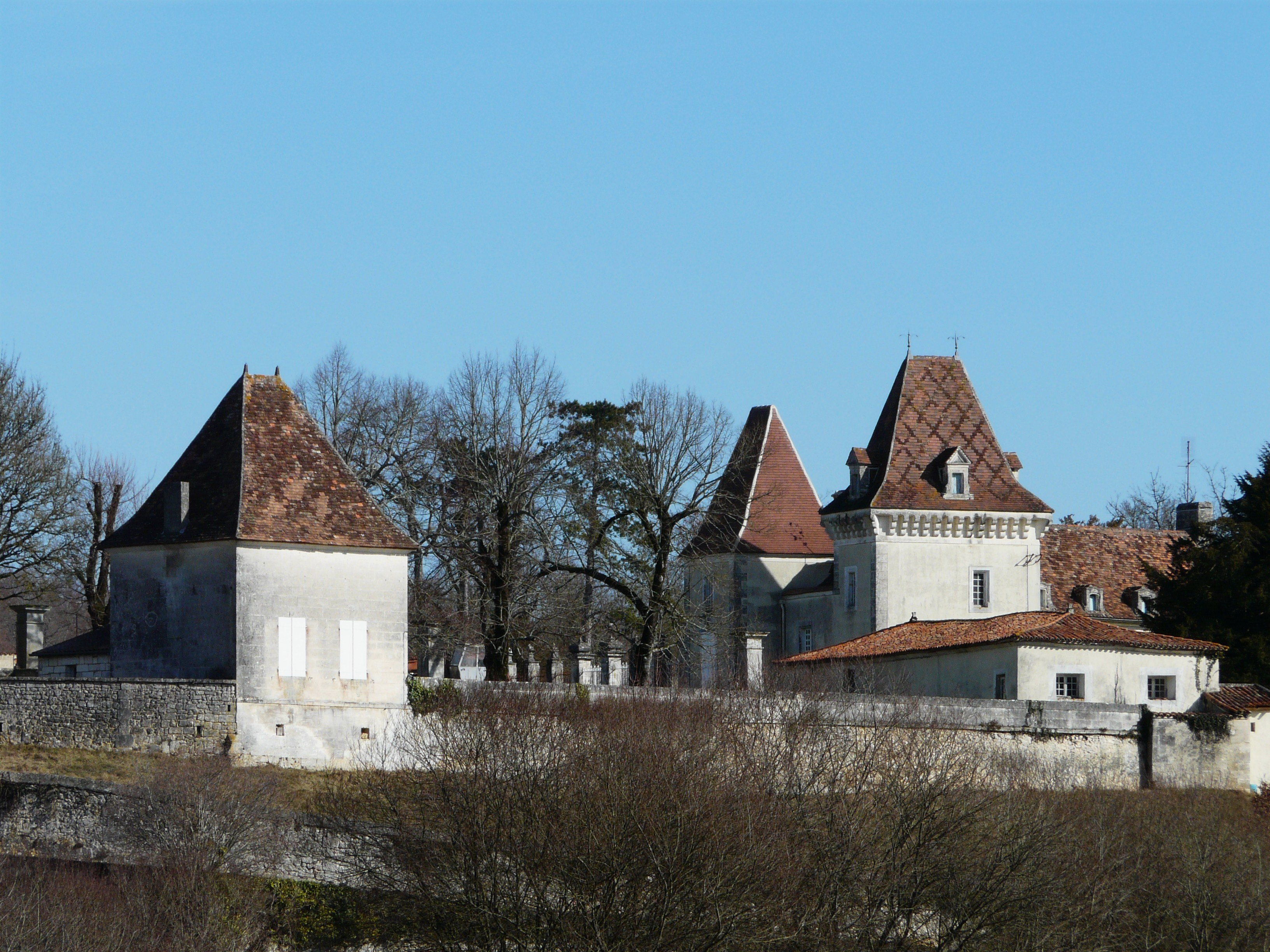
Schloss Fongrenon
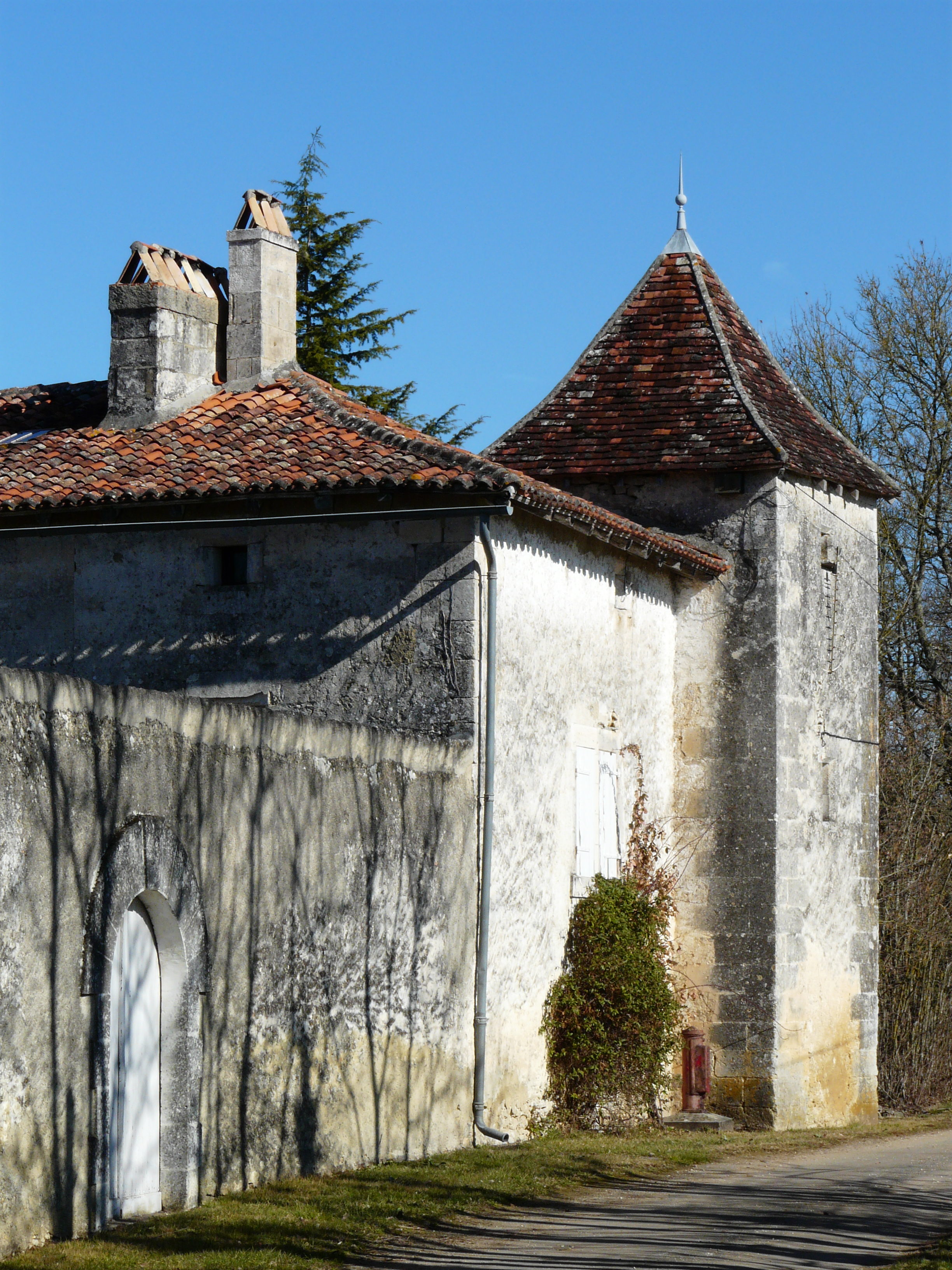
Herrenhaus La Bernerie
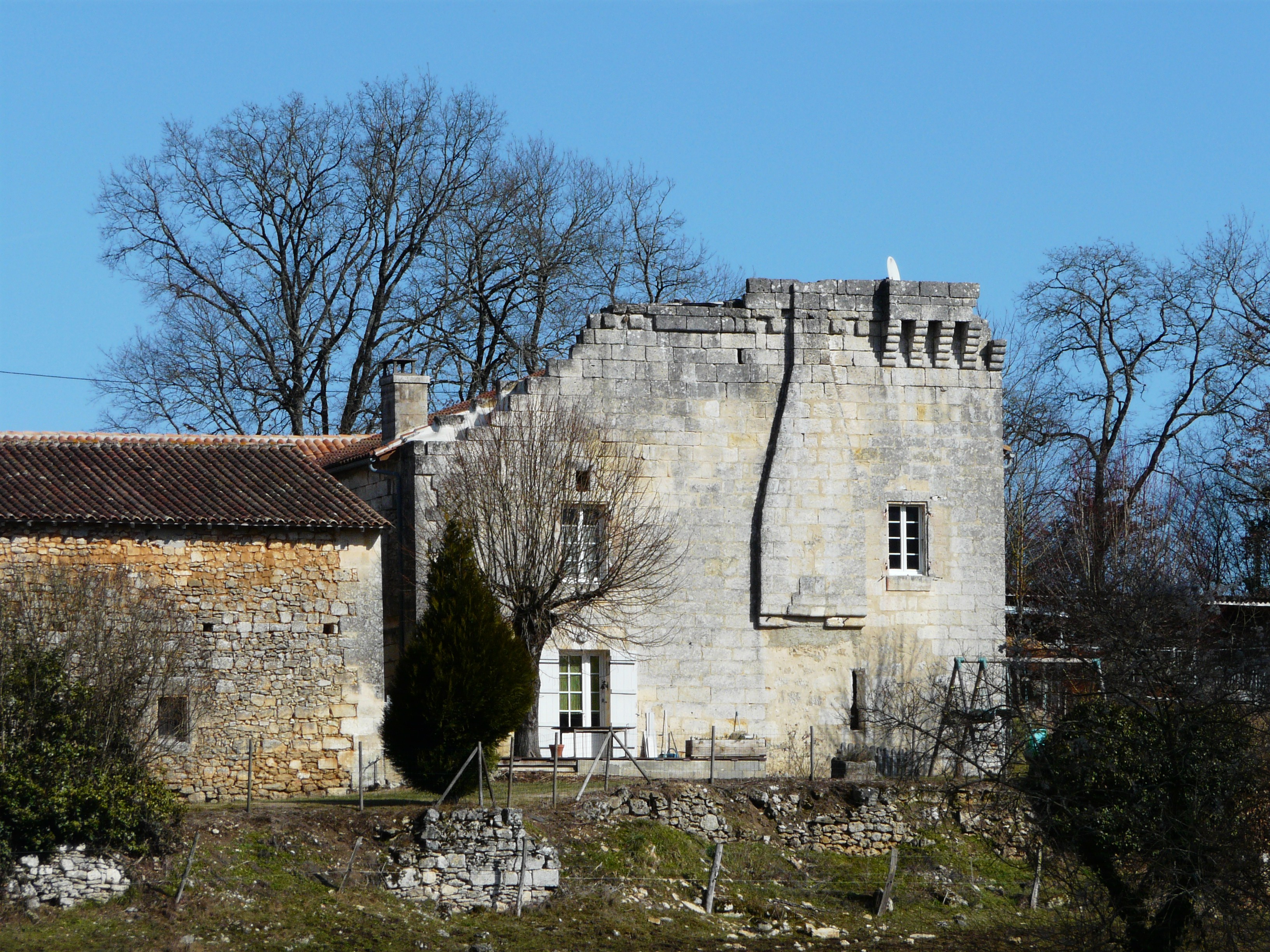
Herrenhaus La Calonie
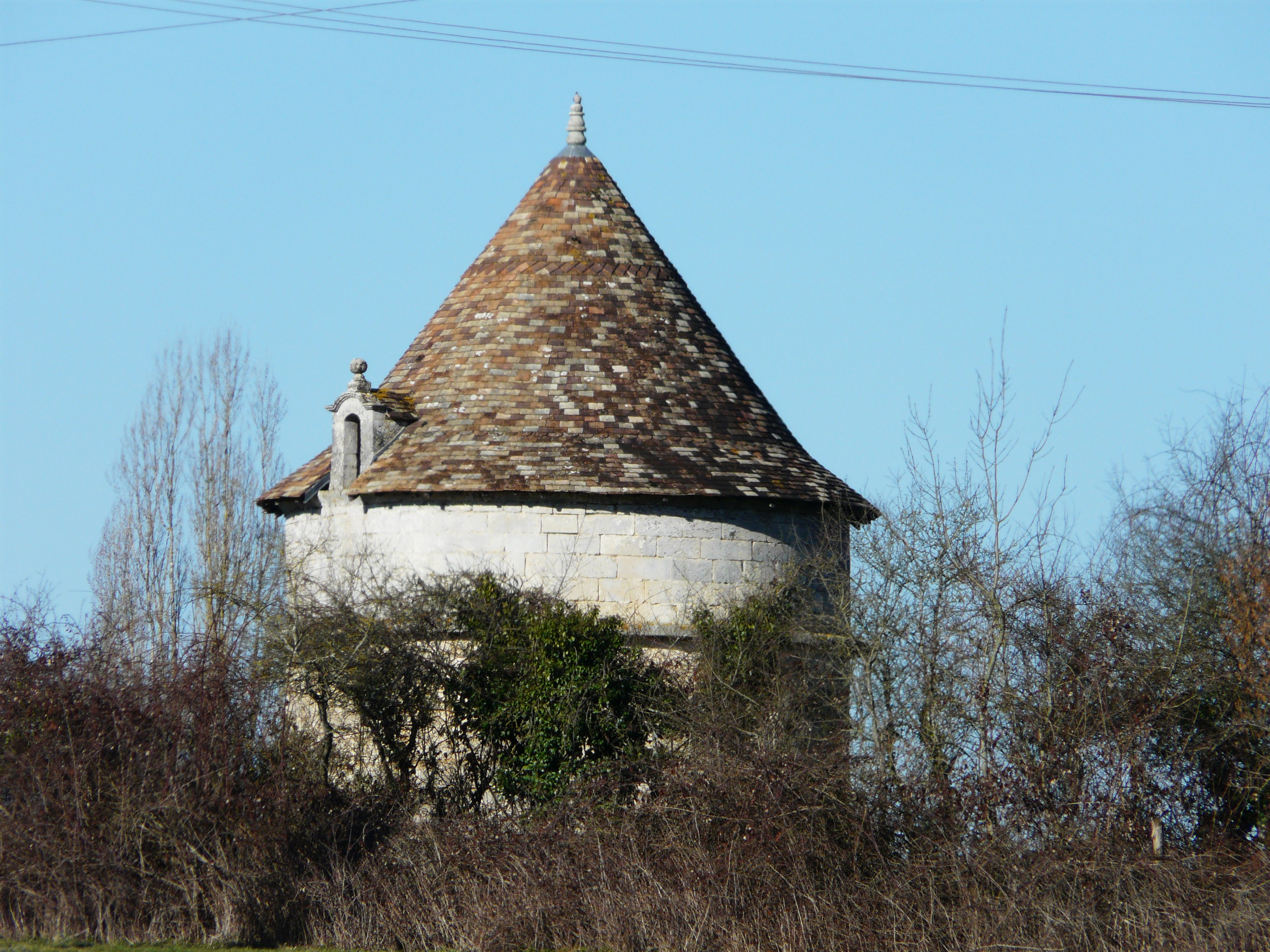
Taubenturm L'Enrequis